# 꽃뫼 제사 유적지
꽃뫼 제사 유적지는 대한민국 경기도 수원시 팔달구 화서동에 있다. 1998년 9월 17일 수원시의 향토유적 제8호로 지정되었다.

## 개요
팔달구 화서동에 위치하는 유적으로 청동기시대의 구멍무늬토기편과 삼국 · 조선시대의 유물이 수습되었다. 그리고 삼국시대부터 내려오는 중요한 제사 유적지임이 확인되기도 했는데, 마을에서는 오래 전부터 추석을 전후한 시기에 모든 주민들이 참여하여 동제(洞祭, 마을제사)를 올렸다고 한다. ‘꽃뫼’라는 이름은 옛날 옛적 병든 아버지를 극진히 모시던 한 처녀가 함께 일하던 머슴에게 욕을 보인 후 이 산에서 목을 매달았는데, 몇 해가 지난 후 그 처녀가 묻힌 자리에서 꽃나무가 무성히 자라나서, 그 때부터 사람들은 효심이 지극했던 처녀를 생각하며 ‘꽃뫼’라고 불렀다고 한다.